# André Bazergui
André Bazergui est un ingénieur et professeur québécois. 
Il a obtenu un baccalauréat en génie mécanique de l'École polytechnique de Montréal en 1963 et un doctorat de l'université de Sheffield en 1966. Il détient aussi un doctorat honoris causa de l'Université Concordia.
Il s'est joint en 1967 à l'École polytechnique de Montréal comme professeur
Il a été le président de l'Association des diplômés de l'École polytechnique de 1987 à 1988 puis directeur de l'École polytechnique de Montréal de 1990 à 1998
Il est en août 2010, le président-directeur général du Consortium de recherche et d'innovation en aérospatiale au Québec.

## Distinctions
- 1981 - Fellows de l'ICI
- 2000 - Prix Mérite de l'Association des diplômés de l'École polytechnique de Montréal
- 2006 - Prix Innovation
- 2009 - Lauréat du grand prix d'excellence de l'ordre des ingénieurs du Québec

## Ouvrage
- André Bazergui, Thang Bui-Quoc, André Biron, Georges McIntyre et Charles Laberge, Résistance des matériaux, École polytechnique de Montréal. Canada, Presses internationales Polytechnique, 2002, 3e éd., 736 p. (ISBN 978-2-553-01034-7, présentation en ligne, lire en ligne)